# Wills Point
Wills Point è un comune degli Stati Uniti d'America, situato in Texas, nella contea di Van Zandt.